# سوار بن منعم حابس الهمداني
سوار بن منعم حابس الهمداني (توفي في 61هـ/ 680 م) من أصحاب الحسين بن علي بن أبي طالب، رافقه وشرك معه في معركة كربلاء. ذُكر في الزيارة الرجبية باسم «سوار بن أبي عمير النهمي».

## نسبه
هو سوار بن منعم بن حابس بن أبي عمير بن نهم الهمداني النهدي. النهمي: نهم بن عمرو، بطن من همدان، من القحطانية.

## مقتله
قيل بأنه قتل في الحملة الأولى من المعركة، وقال آخرون بأنه أتي به أسيرًا إلى عمر بن سعد، وتوفي متأثرا بجراحه بعد ستة أشهر.